# Nottingham Trophy 2009
Il Nottingham Trophy 2009, noto anche come AEGON Trophy per motivi di sponsorizzazione, è stato un torneo professionistico di tennis maschile giocato sull'erba, che faceva parte dell'ATP Challenger Tour 2009. Si è giocato a Nottingham nel Regno Unito dal 1º giugno al 7 giugno 2009.

## Partecipanti

### Teste di serie
| Nazionalità | Giocatore        | Ranking* | Testa di serie |
| ----------- | ---------------- | -------- | -------------- |
| Lussemburgo | Gilles Müller    | 79       | 1              |
| Stati Uniti | Robert Kendrick  | 86       | 2              |
| Canada      | Frank Dancevic   | 108      | 3              |
| Francia     | Adrian Mannarino | 126      | 4              |
| Serbia      | Ilija Bozoljac   | 131      | 5              |
| India       | Somdev Devvarman | 135      | 6              |
| Australia   | Chris Guccione   | 137      | 7              |
| Stati Uniti | Jesse Levine     | 140      | 8              |

* Ranking al 25 maggio 2009.

### Altri partecipanti
Giocatori che hanno ricevuto una wild card:
- Daniel Cox
- Chris Eaton
- Daniel Evans
- Colin Fleming

Giocatori passati dalle qualificazioni:
- Rohan Bopanna
- Grigor Dimitrov (Lucky Loser)
- Joshua Goodall
- Samuel Groth
- Tatsuma Itō

## Campioni

### Singolare
Brendan Evans ha battuto in finale  Ilija Bozoljac, 6(4)–7, 6–4, 7–6(4)

### Doppio
Eric Butorac /  Scott Lipsky hanno battuto in finale  Colin Fleming /  Ken Skupski, 6–4, 6–4